# کیث ویتالی
کیث ویتالی (انگلیسی: Keith Vitali؛ زادهٔ ۱۹۵۲ میلادی) رزمی‌کار، بازیگر، تهیه‌کننده فیلم، کارشناس بیمه و پدیدآور اهل ایالات متحده آمریکا است.
او دانش‌آموختهٔ دانشگاه کارولینای جنوبی است و ورزش‌های رزمی را از همانجا آغاز کرد.

## گزیده فیلم‌شناسی
- انتقام نینجا (۱۹۸۳)
- نه عقب‌نشینی، نه تسلیم ۳: برادران تنی (۱۹۹۰)